# Єнбек (Єнбекшиказахський район)
Єнбе́к (каз. Еңбек) — село у складі Єнбекшиказахського району Алматинської області Казахстану. Входить до складу Балтабайського сільського округу.
Населення — 1239 осіб (2021; 1296 у 2009, 990 у 1999, 1006 у 1989).